# Bulbophyllum laxum
Bulbophyllum laxum är en orkidéart som beskrevs av Rudolf Schlechter. Bulbophyllum laxum ingår i släktet Bulbophyllum och familjen orkidéer. Inga underarter finns listade i Catalogue of Life.